# Ben Thatcher
Pour les articles homonymes, voir Thatcher (homonymie).
Ben Thatcher est un footballeur gallois né le 30 novembre 1975 à Swindon.
Né en Angleterre, il a été international espoirs anglais avant de jouer pour la sélection du Pays de Galles.

## Biographie
Le 23 août 2006, il assène un violent coup de coude à Pedro Mendes. À la suite de ce geste, il est suspendu huit matches par la Fédération anglaise.
En janvier 2007, il quitte Manchester City et rejoint Charlton.

## Carrière
- 1992-1993 : Millwall  Angleterre
- 1993-1994 : Millwall  Angleterre
- 1994-1995 : Millwall  Angleterre
- 1995-1996 : Millwall  Angleterre
- 1996-1997 : Wimbledon FC  Angleterre
- 1997-1998 : Wimbledon FC  Angleterre
- 1998-1999 : Wimbledon FC  Angleterre
- 1999-2000 : Wimbledon FC  Angleterre
- 2000-2001 : Tottenham Hotspur  Angleterre
- 2001-2002 : Tottenham Hotspur  Angleterre
- 2002-2003 : Tottenham Hotspur  Angleterre
- 2003-2004 : Leicester City  Angleterre
- 2004-2005 : Manchester City  Angleterre
- 2005-2006 : Manchester City  Angleterre
- 2006-2007 : Manchester City  Angleterre
- 2007-2008 : Charlton  Angleterre
- 2008-2010 : Ipswich Town  Angleterre

## Palmarès
- Finaliste de la Coupe de la Ligue anglaise de football 2001-2002